# Lonnie Lynn
Lonnie Lynn (Chicago, 24 maggio 1943 – Denver, 12 settembre 2014) è stato un cestista statunitense, professionista nella ABA.

## Carriera
Venne selezionato dagli Atlanta Hawks al dodicesimo giro del Draft NBA 1966 (99ª scelta assoluta).